# Самен, Ксавье
Ксавье Самен (фр. Xavier Samin; 1 января 1978) — таитянский футболист, вратарь. Выступал за сборную Таити.

## Карьера
Ксавье начал свою карьеру в команде «Тефана» в 2000 году. С апреля до июня 2013 выступал за «Дрэгон». Летом 2013 года вернулся в «Тефану».
Ксавье был в заявке своей сборной на Кубок наций ОФК 2012 и значился там под номером 21. Ксавье вышел на поле в первый раз в матче против Вануату. Также он полностью отыграл два последующих матча: полуфинал против Соломоновых Островов и финала против Новой Каледонии. Обе встречи сборная Таити выиграла с минимальным счётом 1:0.
Самен также заявлен на Кубок конфедераций 2013. Он вышел на поле в первом матче своей команды против Нигерии. Ксавье пропустил шесть голов, причём один от партнёра по команде Джонатана Тео.